# Nagel-Séez-Mesnil
Nagel-Séez-Mesnil är en kommun i departementet Eure i regionen Normandie i norra Frankrike. Kommunen ligger i kantonen Conches-en-Ouche som tillhör arrondissementet Évreux. År 2022 hade Nagel-Séez-Mesnil 334 invånare.

## Befolkningsutveckling
Antalet invånare i kommunen Nagel-Séez-Mesnil
Referens:INSEE